# 13744 Rickline
13744 Rickline (1998 SY25) là một tiểu hành tinh vành đai chính được phát hiện ngày 22 tháng 9 năm 1998, bởi Dự án nghiên cứu tiểu hành tinh gần Trái Đất Lowell ở Trạm Anderson Mesa.